# Juncus thompsonianus
Juncus thompsonianus är en tågväxtart som beskrevs av Lawrence Alexander Sidney Johnson. Juncus thompsonianus ingår i släktet tåg, och familjen tågväxter. Inga underarter finns listade i Catalogue of Life.